# Urgnano
Urgnano là một đô thị ở tỉnh Bergamo trong vùng Lombardia, có vị trí cách khoảng 45 km về phía đông bắc của Milano và khoảng 11 km về phía nam của Bergamo. Tại thời điểm ngày 31 tháng 12 năm 2004, đô thị này có dân số 8.704 người và diện tích là 14,0 km².
Đô thị Urgnano có các frazione (đơn vị cấp dưới) Basella.
Urgnano giáp các đô thị: Cavernago, Cologno al Serio, Comun Nuovo, Ghisalba, Spirano, Zanica.